# Metin Külünk

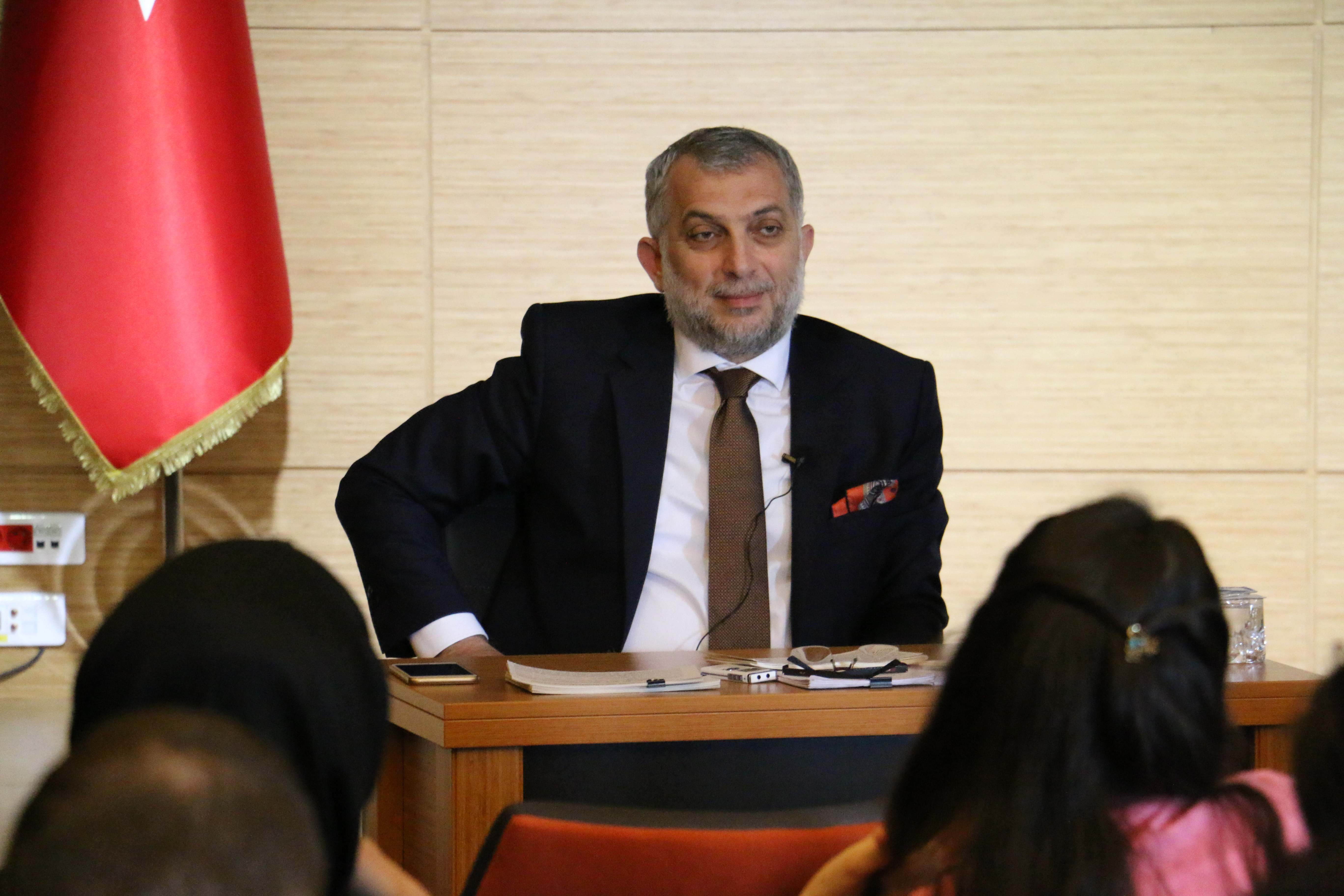
Metin Külünk, 2017

Metin Külünk (* 16. November 1960 in Güneysu) ist ein türkischer Politiker (AKP) und Abgeordneter in der Großen Nationalversammlung der Türkei. Als Beauftragter seiner Partei für Deutschland organisierte er verdeckt Proteste und Aktionen gegen AKP-Gegner, Anhänger der Gülen-Bewegung und Kurden in Deutschland. Dabei arbeitete er mit dem türkischen Geheimdienst Millî İstihbarat Teşkilâtı und der AKP-Unterstützungsorganisation UID ehemals UETD zusammen. Seine Aktionen in Deutschland erfolgten in Absprache mit Präsident Erdoğan und Außenminister Mevlüt Çavuşoğlu.

## Leben
Metin Külünk wurde 1960 in der Provinz Rize geboren und lebt heute in Istanbul. Er studierte Bauingenieurwesen an der Yıldız Teknik Üniversitesi. Er war Mitglied des Akıncılar Derneği und ist Autor von fünf Büchern. Früher gehörte er dem Vorstand der Jugendorganisation der Nationalen Heilspartei (MSP) aus dem Umkreis der Milli-Görüs-Bewegung an. Heute gehört Külünk der AKP an und sitzt für diese als Abgeordneter in der Türkischen Nationalversammlung.
Wie die Stuttgarter Nachrichten und das ZDF-Magazin Frontal21 recherchierten, steuerte Külünk ein Netzwerk von Organisationen und Gruppen in Deutschland, die die Interessen der AKP in Deutschland durchsetzen sollen. Dazu gehörten der türkische Rockerclub Osmanen Germania und die AKP-Unterstützungsorganisation UETD. Külünk stand als Drahtzieher auch hinter den Protestveranstaltungen gegen die Resolution des Bundestages zur Anerkennung des Völkermordes an den Armeniern 2017 in Berlin.